# Sông Ray (xã)
Sông Ray là một xã thuộc tỉnh Đồng Nai, Việt Nam.

## Địa lý
Xã Sông Ray có diện tích 33,39 km², dân số năm 2014 là 18.106 người, mật độ dân số đạt 542 người/km².

## Hành chính
Xã Sông Ray được chia thành 10 ấp: 1, 2, 3, 4, 5, 6, 7, 8, 9, 10.

## Lịch sử
Theo Địa bạ năm 1836, nơi đây là vùng rừng thuộc xã Thoại Hương, có tên thôn La Minh (có tên Bo Ngốt, một địa danh của đồng bào dân tộc ít người), thuộc phủ Phước Long, tỉnh Biên Hòa.
Năm 1982, thị trấn Nông trường Sông Ray thuộc huyện Xuân Lộc được thành lập do sáp nhập xã Tân Lập huyện Châu Thành chuyển về và Nông trường Sông Ray là vùng kinh tế mới mở sau năm 1975. 
Năm 1992, thị trấn Nông trường Sông Ray đổi thành xã Sông Ray.
Năm 1994, chia xã Sông Ray thành 3 xã: Sông Ray, Lâm San, Lang Minh.
Năm 2003, tách 2 xã Sông Ray, Lâm San chuyển thuộc về huyện Cẩm Mỹ mới thành lập.

## Giáo dục
Các trường học trên địa bàn xã:
- Trường THCS Ngô Quyền
- Trường THPT Sông Ray